# Arnulfo Valentierra
Arnulfo Valentierra Cuero (Barranquilla, 16 de agosto de 1974) es un exfutbolista colombiano que jugaba como volante de creación. Logró marcar 178 goles en casi 600 partidos que disputó a lo largo de los 19 años de fútbol profesional.

## Trayectoria
Nació en Barranquilla el 16 de agosto de 1974, casado con una manizaleña y con tres hijos, fue el máximo artillero del Torneo Apertura 2003 cuando el Once Caldas fue campeón.
En su etapa en el Once Caldas marcó 130 goles por torneos de la Dimayor, 2 en Copa Conmebol y 6 en la Copa Libertadores para un total de 138 goles.[cita requerida] Con América de Cali marcó tres goles, para un total de 141 en su carrera deportiva en Colombia.[cita requerida]
Es el segundo goleador histórico del Once Caldas después del colombo-argentino Sergio Galván.[cita requerida] Posteriormente del título de Copa Libertadores 2004 fue vendido a la Primera División de los Emiratos Árabes Unidos.
Inscribió su nombre en la legendaria lista del clan de los 100, jugadores que han marcado más de 100 goles en Colombia.[cita requerida]
A mediados de 2012 anunció su retiro del fútbol colombiano, el cual se realizó en el estadio de Once Caldas, el Palogrande, club del cual es el segundo máximo goleador.

## Selección Colombia

### Participaciones enCopa Confederaciones
| Torneo                    | Sede    | Resultado    | PJ | GA | Asis |
| ------------------------- | ------- | ------------ | -- | -- | ---- |
| Copa Confederaciones 2003 | Francia | Cuarto lugar | 4  | 0  | 1    |

### Participaciones enEliminatorias al Mundial
| Eliminatoria                                | Sede del Mundial       | Posición               | Resultado              | PJ | GA | Asis |
| ------------------------------------------- | ---------------------- | ---------------------- | ---------------------- | -- | -- | ---- |
| Eliminatorias Mundial de Corea y Japón 2002 | Corea del Sur y Japón  | 6°lugar 27pts          | Eliminado              | 2  | 1  | 0    |
| Eliminatorias Mundial de Alemania 2006      | Alemania               | 6°lugar 24pts          | Eliminado              | 1  | 0  | 0    |
| Total en Eliminatorias                      | Total en Eliminatorias | Total en Eliminatorias | Total en Eliminatorias | 3  | 1  | 0    |

## Clubes
| Club            | País                   | Año       |
| --------------- | ---------------------- | --------- |
| Once Caldas     | Colombia               | 1995-2002 |
| América de Cali | Colombia               | 2002      |
| Once Caldas     | Colombia               | 2003-2004 |
| Al-Wahda        | Emiratos Árabes Unidos | 2004      |
| Cienciano       | Perú                   | 2005      |
| Once Caldas     | Colombia               | 2005-2007 |
| Peñarol         | Uruguay                | 2007-2008 |
| Bolívar         | Bolivia                | 2008      |
| Unión Magdalena | Colombia               | 2009      |
| Aurora          | Bolivia                | 2010      |
| Once Caldas     | Colombia               | 2011      |

### Estadísticas
| Club                              | Temporada | Liga  | Liga  | Copas nacionales | Copas nacionales | Copas internacionales | Copas internacionales | Total | Total |
| Club                              | Temporada | Part. | Goles | Part.            | Goles            | Part.                 | Goles                 | Part. | Goles |
| --------------------------------- | --------- | ----- | ----- | ---------------- | ---------------- | --------------------- | --------------------- | ----- | ----- |
| Once Caldas · Colombia            | 1995      | 22    | 0     | —                | —                | —                     | —                     | 22    | 0     |
| Once Caldas · Colombia            | 1995-96   | 24    | 5     | —                | —                | —                     | —                     | 24    | 5     |
| Once Caldas · Colombia            | 1996-97   | 42    | 33    | —                | —                | —                     | —                     | 42    | 33    |
| Once Caldas · Colombia            | 1998      | 39    | 22    | —                | —                | —                     | —                     | 39    | 22    |
| Once Caldas · Colombia            | 1999      | 41    | 15    | —                | —                | 6                     | 1                     | 47    | 16    |
| Once Caldas · Colombia            | 2000      | 41    | 9     | —                | —                | —                     | —                     | 41    | 9     |
| Once Caldas · Colombia            | 2001      | 47    | 18    | —                | —                | —                     | —                     | 47    | 18    |
| Once Caldas · Colombia            | 2002      | 11    | 2     | —                | —                | 6                     | 0                     | 17    | 2     |
| América de Cali · Colombia        | 2002      | 20    | 3     | —                | —                | 1                     | 0                     | 21    | 3     |
| América de Cali · Colombia        | Total     | 20    | 3     | 0                | 0                | 1                     | 0                     | 21    | 3     |
| Once Caldas · Colombia            | 2003      | 42    | 18    | —                | —                | —                     | —                     | 42    | 18    |
| Once Caldas · Colombia            | 2004      | 12    | 2     | —                | —                | 14                    | 5                     | 26    | 7     |
| Al-Wahda · Emiratos Árabes Unidos | 2004-05   | 8     | 1     | —                | —                | —                     | —                     | 8     | 1     |
| Al-Wahda · Emiratos Árabes Unidos | Total     | 8     | 1     | 0                | 0                | 0                     | 0                     | 8     | 1     |
| Cienciano · Perú                  | 2005      | 14    | 3     | —                | —                | —                     | —                     | 14    | 3     |
| Cienciano · Perú                  | Total     | 14    | 3     | 0                | 0                | 0                     | 0                     | 14    | 3     |
| Once Caldas · Colombia            | 2005      | 18    | 5     | —                | —                | 2                     | 0                     | 20    | 5     |
| Once Caldas · Colombia            | 2006      | 35    | 10    | —                | —                | —                     | —                     | 35    | 10    |
| Once Caldas · Colombia            | 2007      | 17    | 4     | —                | —                | —                     | —                     | 17    | 4     |
| Peñarol · Uruguay                 | 2007      | 7     | 1     | —                | —                | —                     | —                     | 7     | 1     |
| Peñarol · Uruguay                 | Total     | 7     | 1     | 0                | 0                | 0                     | 0                     | 7     | 1     |
| Bolívar · Bolivia                 | 2008      | 31    | 12    | —                | —                | 2                     | 1                     | 33    | 13    |
| Bolívar · Bolivia                 | Total     | 31    | 12    | 0                | 0                | 2                     | 1                     | 33    | 13    |
| Unión Magdalena · Colombia        | 2009      | 10    | 3     | —                | —                | —                     | —                     | 10    | 3     |
| Unión Magdalena · Colombia        | Total     | 10    | 3     | 0                | 0                | 0                     | 0                     | 10    | 3     |
| Aurora · Bolivia                  | 2010      | 29    | 6     | —                | —                | —                     | —                     | 29    | 6     |
| Aurora · Bolivia                  | Total     | 29    | 6     | 0                | 0                | 0                     | 0                     | 29    | 6     |
| Once Caldas · Colombia            | 2011      | 15    | 1     | —                | —                | 1                     | 0                     | 16    | 1     |
| Once Caldas · Colombia            | Total     | 406   | 144   | 0                | 0                | 29                    | 6                     | 435   | 150   |
| Total                             | Total     | 525   | 173   | 0                | 0                | 32                    | 7                     | 557   | 180   |

## Palmarés

### Campeonatos nacionales
| Título          | Club        | País     | Año  |
| --------------- | ----------- | -------- | ---- |
| Torneo Apertura | Once Caldas | Colombia | 2003 |
| Torneo Apertura | Cienciano   | Perú     | 2005 |

### Campeonatos internacionales
| Título            | Club        | País     | Año  |
| ----------------- | ----------- | -------- | ---- |
| Copa Libertadores | Once Caldas | Colombia | 2004 |

### Distinciones individuales
| Distinción                              | Año  |
| --------------------------------------- | ---- |
| Goleador del Torneo Apertura (13 goles) | 2003 |